# Lipjan
Lipjan en albanais et Lipljan en serbe latin (en serbe cyrillique : Липљан ; autre nom albanais : Lipjani) est une ville et une province du commune/municipalité du Kosovo/Kosova qui fait partie du district de Prishtina. Selon le recensement de 2011, la commune compte 57 605 habitants et la ville intra muros 6 870.

## Histoire
À l'époque romaine, la ville de Lipjan/Lipljan était connue sous le nom d'Ulpiana, qui a donné son nom à la cité actuelle. Le nom romain lui a été donné en l'honneur de l'empereur Trajan (Marcus Ulpius Traianus).

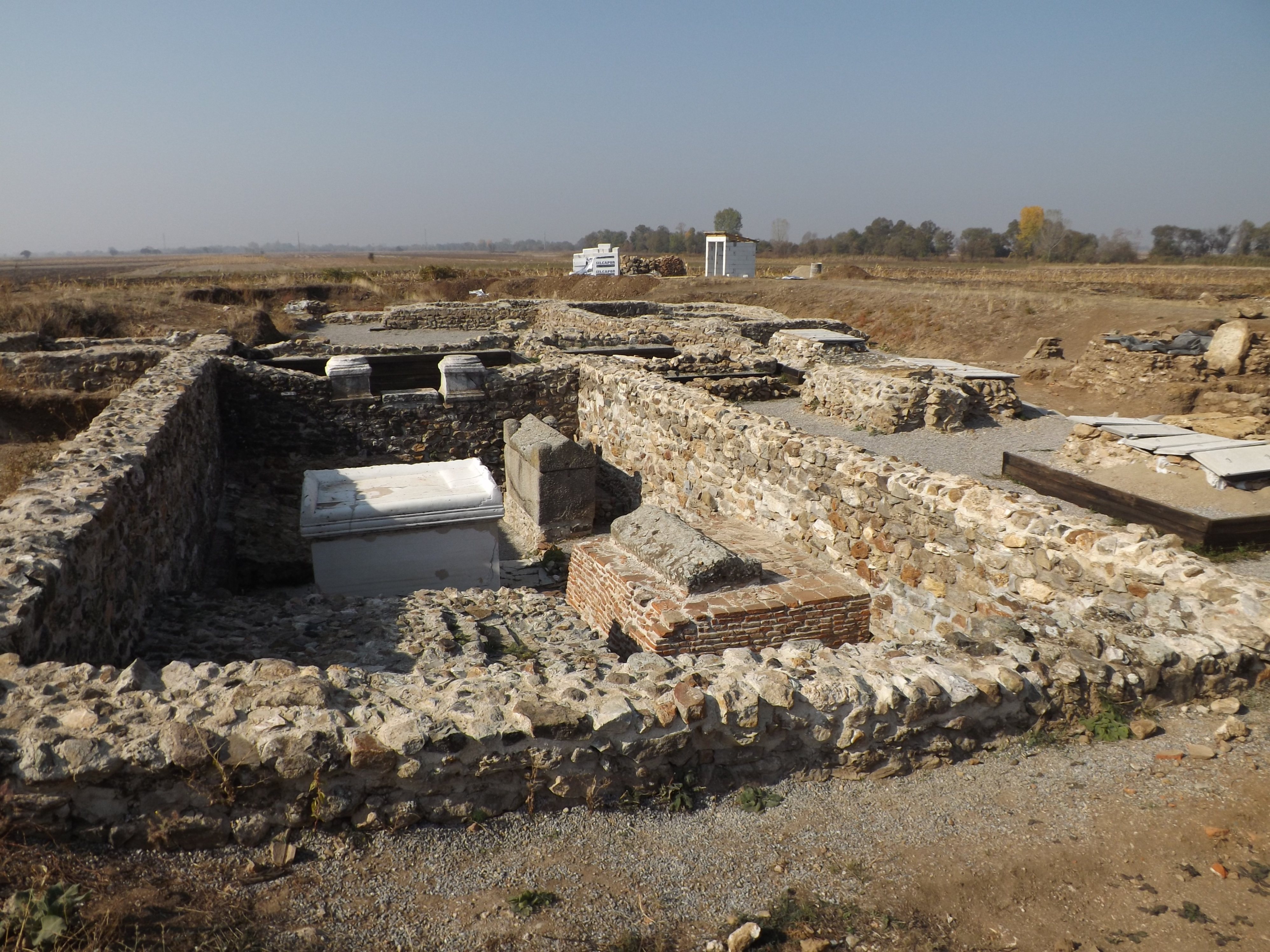
Vue du site d'Ulpiana

## Localités

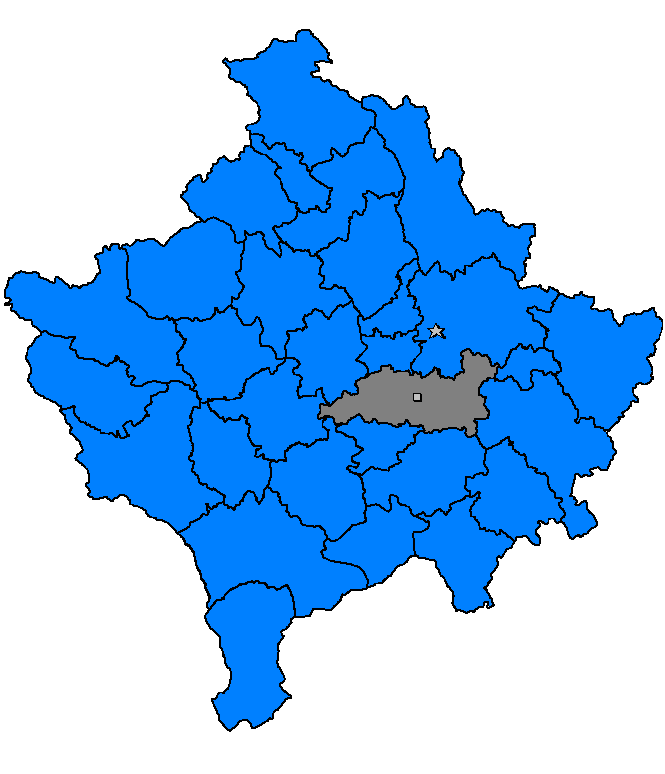
Localisation de la commune/municipalité de Lipjan/Lipljan au Kosovo

Jusqu'en 2009, la commune/municipalité de Lipjan/Lipljan comptait les localités suivantes. Selon la pratique de l'OSCE, le nom de la nationalité majoritaire est indiqué en premier ; pour Lipjan/Lipljan, il figure le plus souvent en albanais, tandis que le deuxième nom est en serbe. Après 2009, certaines localités ont été rattachées par le Kosovo à la commune/municipalité de Gračanica/Graçanicë nouvellement créée.
| - Akllap/Oklap - Babush i Muhaxherëve/Muhadžer Babuš - Baicë/Banjica - Banullë/Bandulić - Breg i Zi/Crni Breg - Brus - Bujan/Bujance - Bukovicë/Bukovica - Divlakë/Divljaka - Dobrajë e Madhe/Velika Dobranja - Dobrajë e Vogël/Mala Dobranja - Dobrotin/Dobratin - Donja Gušterica/Gushtericë e Ulët - Gadime e Epërme/Gornje Gadimlje - Gadime e Ulët/Donje Gadimlje - Gllanicë/Glanica - Gllavicë/Glavica - Gllogoc/Glogovce | - Gornja Gušterica/Gushtericë e Epërme - Grackë e Vjetër/Staro Gracko - Grackë e Vogël/Malo Gracko - Gumnasellë/Guvno Selo - Hallaç i Madh/Veliki Alaš - Hallaç i Vogël/Mali Alaš - Hanroc/Androvac - Janjevë/Janjevo - Kleçkë/Klečka - Kojskë/Konjsko - Konjuh/Konjuh - Kraishtë/Krajište - Krojmir/Krajmirovce - Leletiq/Laletić - Lepina/Lepi - Lipjan/Lipljan - Lipovicë/Lipovica - Livađe/Livagjë | - Llugaxhi/Lugadžija - Llugë/Lug - Magurë/Magura - Marec/Marevce - Medvec/Medvece - Mirenë/Mirena - Okosnicë/Okosnica - Plitkoviq/Plitković - Poturoc/Poturovce - Qellapek/Čelopek - Qylagë/Čučuljaga - Radevo/Radevë - Resinoc/Rusinovce - Ribar i Madh/Veliko Ribare - Ribar i Vogël/Malo Ribare - Ruboc/Rabovce - Rufc i Ri/Novo Rujce - Rufc i Vjetër/Staro Rujce | - Shalë/Sedlare - Shisharkë/Šišarka - Skulanevo/Skullan - Sllovi/Slovinje - Smallushë/Smoluša - Suvi Do/Suhodoll - Teqë/Teća - Topliçan/Topličane - Torinë/Torina - Tërbuc/Trbovce - Varigoc/Varigovce - Vërshec/Vrševce - Vogaçicë/Vogačica - Vrellë/Vrelo - Vrellë e Goleshit/Goleško Vrelo - Zllokuqan/Zlokućane |

## Démographie

### Population dans la villeintra muros

#### Évolution historique de la population dans la ville
| 1948  | 1953  | 1961  | 1971  | 1981  | 1991  | 2011  |
| ----- | ----- | ----- | ----- | ----- | ----- | ----- |
| 1 479 | 1 759 | 2 415 | 4 238 | 6 065 | 9 047 | 6 870 |

|  |

#### Répartition de la population par nationalités dans la ville (2011)
En 2011, les Albanais représentaient 85,36 % de la population, les Serbes 6,58 % et les Ashkalis 5,98 %.

### Commune/Municipalité

#### Évolution historique de la population
| 1948   | 1953   | 1961   | 1971   | 1981   | 1991   | 2011   |
| ------ | ------ | ------ | ------ | ------ | ------ | ------ |
| 24 916 | 27 891 | 33 119 | 42 553 | 52 538 | 64 077 | 57 605 |

|  |

#### Répartition de la population par nationalités (2011)
En 2011, les Albanais représentaient 94,55 % de la population et les Ashkalis 3,15 %. En 2013, l'OSCE, s'appuyant sur des données du Bureau municipal sur les communautés et les retours, fait état de la présence de 2 226 Ashkalis, 2 000 Serbes, 400 Turcs et 219 Croates.

## Politique

### 2007
À la suite des élections municipales de novembre 2007, les 31 sièges de l'assemblée de Lipjan/Lipljan se répartissaient de la manière suivante :
| Parti                                    | Sièges |
| ---------------------------------------- | ------ |
| Parti démocratique du Kosovo (PDK)       | 13     |
| Ligue démocratique du Kosovo (LDK)       | 7      |
| Alliance pour un nouveau Kosovo (AKR)    | 5      |
| Parti démocratique de Dardanie (LDD)     | 3      |
| Parti réformiste (ORA)                   | 1      |
| Parti démocratique des Ashkali du Kosovo | 1      |

Shukri Buja, membre du PDK, a été élu maire de Lipjan/Lipljan.

### 2009
À la suite des élections municipales de novembre 2009, les 31 sièges de l'assemblée de Lipjan/Lipljan se répartissaient de la manière suivante :
| Parti                                  | Sièges |
| -------------------------------------- | ------ |
| Parti démocratique du Kosovo (PDK)     | 12     |
| Ligue démocratique du Kosovo (LDK)     | 9      |
| Alliance pour un nouveau Kosovo (AKR)  | 4      |
| Alliance pour l'avenir du Kosovo (AAK) | 2      |
| Parti démocratique de Dardanie (LDD)   | 2      |
| Parti réformiste (ORA)                 | 1      |
| Parti social-démocrate (PSD)           | 1      |

Shukri Buja, membre du PDK, a été réélu maire de Lipjan/Lipljan.

## Tourisme
L'église de la Présentation-de-la-Mère-de-Dieu-au-Temple de Lipljan est une église orthodoxe serbe construite au début du XIVe siècle ; en raison de son importance, elle est inscrite sur la liste des monuments culturels d'importance exceptionnelle de la république de Serbie.
Sites archéologiques
- le site archéologique de Gradište à Gadime e Epërme/Gornje Gadimlje (Préhistoire)[5]
- le site archéologique d'Ograđe à Ruboc/Rabovce (Néolithique)[6]
- le site archéologique de Gradina à Kleçkë/Klečka (Âge du bronze)[7]
- le site archéologique de Gradina à Baicë/Banjica (VIe siècle av. J.-C.)[8]
- le site archéologique de Glavnik à Banullë/Bandulić (Préhistoire-Antiquité)[9]
- le site archéologique de Gornja Gušterica/Gushtericë e Epërme (IIIe-IVe siècles)[10]

Monuments culturels
- l'église de Gornja Gušterica/Gushtericë e Epërme (XIVe siècle)[11]
- la vieille école élémentaire de Gornja Gušterica/Gushtericë e Epërme (1882)[12]
- les ruines de l'église Saint-Jean de Sllovi/Slovinje (XIVe-XVIe siècles)[13]
- les ruines de l'église Saint-Nicolas de Sllovi/Slovinje (XVIe siècle)[14]
- les ruines du monastère Saint-Georges de Sllovi/Slovinje (XVIe siècle)[15]
- la mosquée de Shalë/Sedlare (XVIIIe siècle)[16]
- le turbe d'Isak Baba à Teqë/Teća (XVIIIe siècle)[17]
- l'église Saint-Dimitri de Dobrotin/Dobratin (XIXe siècle)[18]
- le konak de l'église de la Présentation-de-la-Mère-de-Dieu et le bâtiment de l'école élémentaire à Lipjan/Lipljan (XIXe siècle)[19]
- la maison commémorative de Shtjefën Gjeçovi à Janjevë/Janjevo (XXe siècle)[20]
- la tour-résidence de Pasha Karadaku à Janjevë/Janjevo (?)[20]
- la maison de Glasnoviq Josipa Maria à Janjevë/Janjevo (?)[20]
- la mosquée de Janjevë/Janjevo (?)[20]
- un puits et une salle cachée à Vrellë/Vrelo (première moitié du XXe siècle)[21]
- un bunker de la NOB à Vrellë e Goleshit/Goleško Vrelo (XXe siècle)[20]
- la fontaine commémorative de Zborce (1943)[22]
- l'église du cimetière de Skulanevo/Skullan (?)[23]
- l'église de Topliçan/Topličane (?)[24]